# Caitlin Dijkstra
Pour les articles homonymes, voir Dijkstra (homonymie).
Caitlin Dijkstra, née le 30 janvier 1999 à Bréda, est une footballeuse internationale néerlandaise évoluant au poste de défenseur. Elle joue au  FC Twente.

## Carrière

### En club
Caitlin Dijkstra nait et grandit à Bréda. Son père est Meindert Dijkstra (en), qui est footballeur professionnel. Enfant, elle soutient l'équipe du NAC Breda mais ne peut pas y jouer car il n'y a pas d'équipe féminine, elle commence donc en 2005 à l'âge de 6 ans au sein du club RKVV JEKA et y reste jusque 2015. Elle combine le sport et les études au club CTO Eindhoven de 2015 à 2018, puis signe à l'Ajax Amsterdam en 2018. Elle y fait son premier match le 17 octobre 2018 contre l'Olympique lyonnais en huitièmes de finale de la ligue des champions. Le 11 mai 2019, elle marque un but dans le temps additionnel lors de la finale de la Coupe des Pays-Bas féminine de football 2018-2019 face à l'équipe de PEC Zwolle et fait gagner son équipe. En avril 2021, Dijkstra décide de quitter l'Ajax pour le FC Twente car son contrat se termine et l'Ajax vient de recruter Stefanie van der Gragt qui y prend le poste de défenseure. Elle reste à Twente jusque 2023 puis intègre le VfL Wolfsburg jusque 2026. Elle continue à jouer à Twente dans le cadre d'un prêt. 

### En sélection nationale
Elle entre pour la première fois sur le terrain en équipe nationale néerlandaise le 29 novembre 2021 lors d'un match amical contre le Japon. 
Dijkstra figure parmi les 23 joueuses retenues par Andries Jonker pour la Coupe du monde 2023. 

## Palmarès
Ajax Amsterdam
- Coupe des Pays-Bas :
  - Vainqueure en 2019